# Jakub Riaucour
Jakub Riaucour (ur. w Niemczech, XVIII wiek) – generał major wojsk litewskich, baron.
Był Francuzem, prawdopodobnie bratem Ludwika; kilka osób z jego rodziny służyło zawodowo w wojsku polskim. Po przyjeździe na Litwę, w 1764 uzyskał indygenat. Generał od ok. 1770 roku.